# Fujian (2022)
Fujian – chiński współczesny lotniskowiec budowany dla Marynarki Wojennej Chin, pierwszy okręt typu 003. Został wodowany w 2022 roku, a w 2024 roku rozpoczął próby morskie przed wejściem do służby. Nosi numer burtowy 18. Stanowi trzeci lotniskowiec Chin.

## Historia
Typ 003 stanowi dalszy etap rozwoju chińskich lotniskowców, po pierwszym okręcie tej klasy zaprojektowanym i zbudowanym w Chinach „Shandong” typu 001A, opartym jeszcze bezpośrednio na wzorze radzieckim w postaci lotniskowca „Liaoning”. Głównym ich ograniczeniem było zastosowanie podniesionej rampy dziobowej wspomagającej krótki start samolotów (system STOBAR), co powodowało, że tylko nieliczne typy samolotów mogły z nich operować, a w dodatku z ograniczoną ilością paliwa lub uzbrojenia w celu zmniejszenia masy ułatwiającego start. Trzeci lotniskowiec dla marynarki Chin typu 003 został zaprojektowany na podstawie zebranych doświadczeń jako dalsza ewolucja projektu lotniskowca w kierunku zwiększenia możliwości bojowych. Przy zachowaniu podobnego obrysu pokładu i generalnej konfiguracji, nieco zwiększono rozmiary okrętu i powiększono użyteczną powierzchnię pokładu lotniczego. Zasadniczą zmianą stało się zastąpienie podniesionej rampy dziobowej przez płaski pokład z katapultami startowymi (system CATOBAR), znacznie zwiększające możliwości okrętu w zakresie masy startowej i asortymentu operujących z niego samolotów. Przy tym, mimo braku wcześniejszych praktycznych doświadczeń na tym polu, zdecydowano się na zastosowanie najnowszej generacji katapult elektromagnetycznych, zamiast powszechniej stosowanych katapult parowych, jakie Chińczycy mieli możliwość skopiowania w latach 80. ze złomowanego australijskiego lotniskowca „Melbourne”.

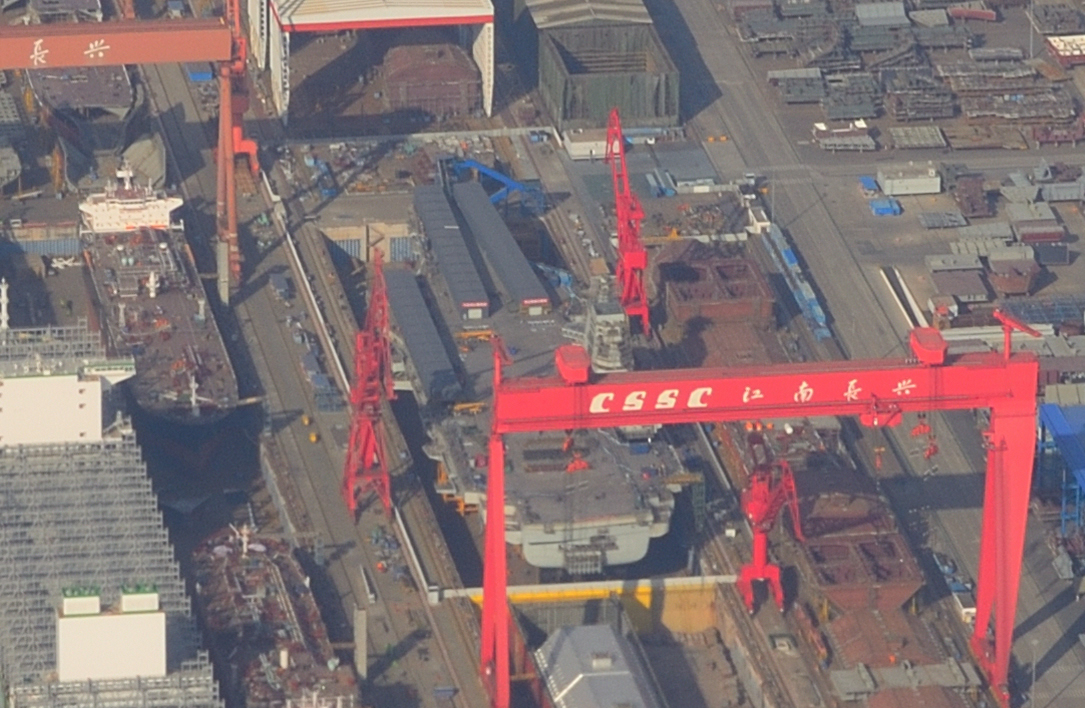
Lotniskowiec w budowie, 4 kwietnia 2022

Budowę okrętu rozpoczęto w lutym 2016 roku w stoczni Jiangnan Shipyard na wyspie Changxing w Szanghaju, jeszcze przed wodowaniem „Shandonga”, budowanego w stoczni w Dalian (kwiecień 2017 roku). W czerwcu 2017 roku prawdopodobnie prace wstrzymano do czasu lądowych testów porównawczych katapult parowych i elektromagnetycznych, po czym wznowiono w listopadzie, po opracowaniu systemu zasilania katapult. Wodowanie z suchego doku nastąpiło 17 czerwca 2022 roku, po czym trwały prace wyposażeniowe. Otrzymał on nazwę od prowincji Chin Fujian na Cieśniną Tajwańską. Jesienią 2023 roku prowadzono przy nabrzeżu stoczni próby katapult przy użyciu wystrzeliwanych pojazdów testowych. 1 maja 2024 roku lotniskowiec wyszedł po raz pierwszy na próby morskie. Ocenia się, że „Fujian” może wejść do służby pod koniec 2025 lub na początku 2026 roku.

## Opis

### Architektura i kadłub
Rząd Chin nie ujawnia oficjalnych informacji dotyczących danych technicznych ani szczegółów dotyczących budowy swoich okrętów. Wyporność jedynie szacuje się na około 85 000 ton, co stawia go na drugim miejscu po amerykańskich superlotniskowcach atomowych. Długość szacowana jest na 317 m, a na linii wodnej 300 m, natomiast szerokość odpowiednio na 76 m i 39,5 m. Okręt jest o ok. 20 m krótszy i ma wyporność o kilkanaście tysięcy ton mniejszą od amerykańskich lotniskowców typu Gerald R. Ford. „Fujian” stał się mimo to największym okrętem napędzanym siłownią konwencjonalną na świecie.
W stosunku do wcześniejszych chińskich lotniskowców, pokład lotniczy jest płaski, a jego obrys jest znacznie bardziej podobny do klasycznego, wprowadzonego na amerykańskich superlotniskowcach. W szczególności, powiększono ilość miejsca dostępnego dla samolotów na prawym sponsonie pokładu przed nadbudówką, podobnie do jednostek amerykańskich. Okręt ma klasyczną pojedynczą nadbudówkę wyspową umieszczoną na prawym skraju pokładu lotniczego, za połową jego długości, jak na starszych amerykańskich lotniskowcach. Wysoka nadbudówka ma formę graniastosłupa i zintegrowana jest z kominem, a wraz z niewielkim masztem, stanowiącym podstawę dla anten, sięga na ok. 40 m nad pokładem. W jej przedniej części znajduje się bogato przeszklony pomost nawigacyjny i dowodzenia. Nadbudówka przypomina przez wysokość i formę  wcześniejsze chińskie i radzieckie lotniskowce, chociaż jest krótsza. Na jej górnej części znajdują się anteny ścianowe trójwspółrzędnego systemu obserwacji technicznej H/LJg-346b, o wymiarach 4,3×4,3 m. 
Od tylnej krawędzi pokładu do krańca lewego sponsonu wyznaczony jest w klasyczny sposób skośny pokład do lądowania. w części rufowej zamocowane są nim cztery liny hamujące aerofiniszera. Zasadniczą nowość w marynarce chińskiej stanowią trzy katapulty elektromagnetyczne o długości ok. 90 m (o jedna mniej niż na amerykańskich okrętach). Rozmieszczone są klasycznie: dwie na pokładzie dziobowym i jedna na końcu pokładu do lądowania na lewym sponsonie. Podobnie jak poprzednie chińskie lotniskowce, „Fujian” ma tylko dwie windy lotnicze, na prawej krawędzi pokładu, przed i za nadbudówką, o wymiarach 20×15 m i udźwigu 40 ton. Ponadto na pokładzie znajduje się sześć wind dla uzbrojenia w różnych częściach pokładu, dla przygotowywania samolotów do misji bojowych. Na pokładzie wyznaczono również pięć stanowisk do startu śmigłowców.

### Grupa lotnicza
Grupa lotnicza według szacunków może się składać z 50–60 samolotów i śmigłowców. Podstawowym chińskim samolotem pokładowym, używanym już na wcześniejszych lotniskowcach bez systemu CATOBAR, był myśliwiec wielozadaniowy Shenyang J-15. Od 2016 roku prowadzono próby wersji dostosowanej do startu z katapulty, oznaczonej na zachodzie jako J-15B. Przypuszcza się też, że powstanie jego wersja walki elektronicznej J-15D. Na lotniskowcu mają też bazować myśliwce 5. generacji Shenyang J-35. W odróżnieniu od wcześniejszych chińskich lotniskowców, okręt może przenosić turbośmigłowe samoloty wczesnego ostrzegania Xi′an KJ-600. Ponadto na okręcie mogą stacjonować śmigłowce różnych typów i o różnym przeznaczeniu, w tym Harbin Z-20. Z uwagi na politykę komunistycznych Chin, szczegółowe informacje na temat okrętu i składu jego grupy lotniczej nie są ujawniane oficjalnie.

### Uzbrojenie
Uzbrojenie służy do samoobrony i stanowią je cztery 18-prowadnicowe wyrzutnie pocisków przeciwlotniczych i przeciwrakietowych HHQ-10 oraz cztery 11-lufowe zestawy artyleryjskie obrony bezpośredniej kalibru 30 mm H/PJ-11, rozmieszczone na sponsonach po czterech stronach kadłuba.

### Napęd i systemy
Początkowo spekulowano na Zachodzie, że budowany od 2015 roku chiński lotniskowiec ma otrzymać siłownię atomową, lecz nie zostało to urzeczywistnione w tym projekcie. Napęd stanowią turbiny parowe o mocy 220 000 KM (161 920 kW), zasilane w parę przez osiem kotłów parowych. Najprawdopodobniej napęd jest turbinowo-elektryczny i turbiny napędzają generatory, które zasilają silniki elektryczne poruszające śruby, a także zapewniają energię dla pozostałych systemów okrętowych, w szczególności katapult elektromagnetycznych. 